# Varvarivka, Horol
Varvarivka (în ucraineană Варварівка) este un sat în comuna Ștompelivka din raionul Horol, regiunea Poltava, Ucraina.

## Demografie
Componența lingvistică a localității Varvarivka
     Ucraineană (100%)
Conform recensământului din 2001, toată populația localității Varvarivka era vorbitoare de ucraineană (100%).